# Lindau (Zúric)
Lindau és un municipi del cantó de Zúric (Suïssa), situat al districte de Pfäffikon.